# Euchromia schoutedeni
Euchromia schoutedeni är en fjärilsart som beskrevs av Debauche 1936. Euchromia schoutedeni ingår i släktet Euchromia och familjen björnspinnare. Inga underarter finns listade i Catalogue of Life.